# Livre de Jeux de Fleury
Le Livre de Jeux de Fleury est une des plus importantes collections médiévales de drames liturgiques; il est écrit en latin et datant du XIIIe siècle.
Le recueil de textes est composé de poésies rimées et de chants liturgiques en prose.
Il a été tenu et conservé à la bibliothèque de l'abbaye de Fleury, un monastère bénédictin situé à Saint-Benoît-sur-Loire, France et se trouve maintenant dans la bibliothèque de la ville d'Orléans située dans le département français du Loiret.

## Histoire

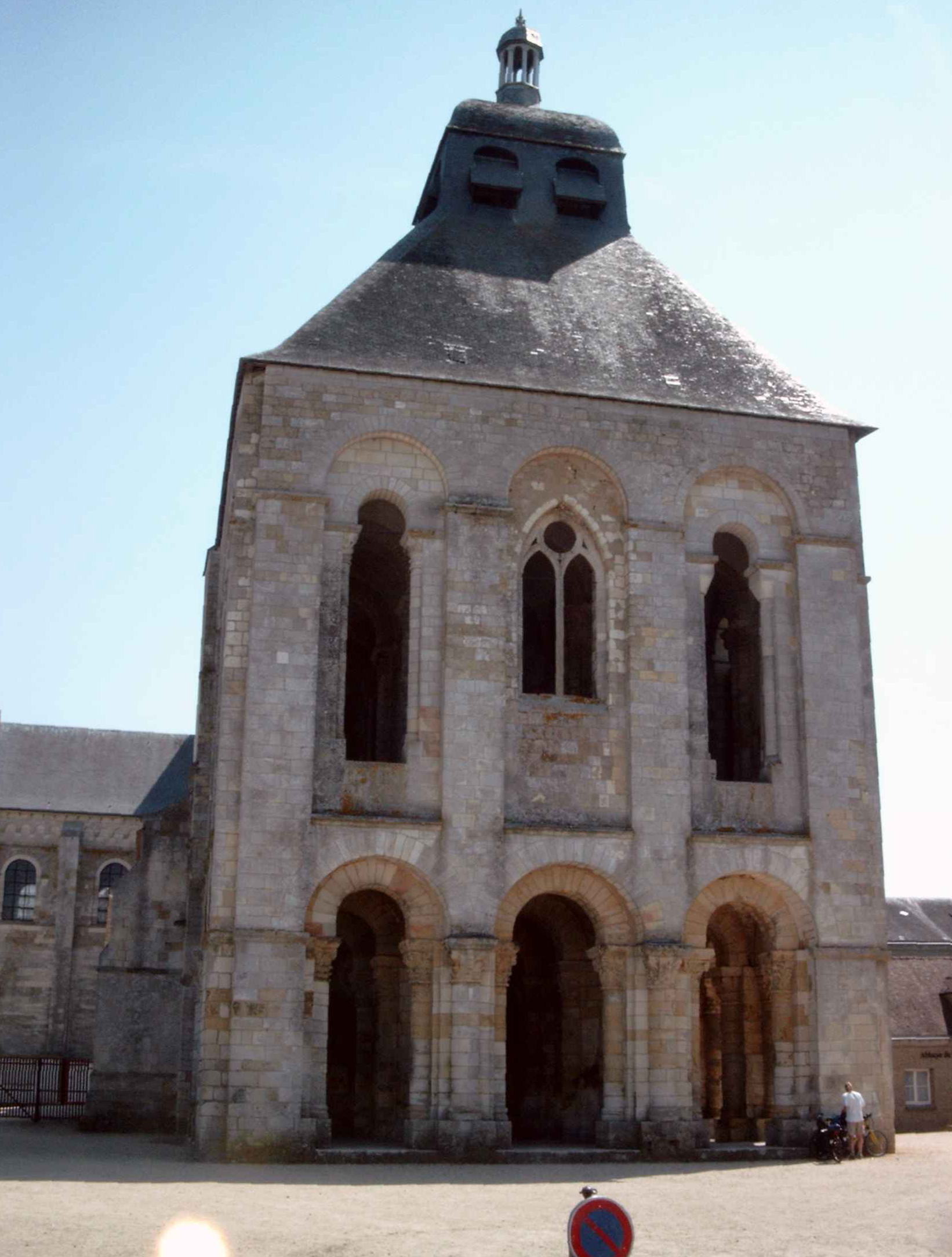
Abbaye Saint-Benoît de Fleury, l'origine supposée de l'ouvrage.

Le manuscrit est compilé à la fin du XIIe siècle. Bien qu'il soit largement admis que le Livre de Jeux a été créé en l'abbaye de Fleury, dans la province de l'Orléanais, les neumes dans les partitions musicales ne sont pas similaires à ceux qui s'y trouvent, ni était l'abbaye connu pour les réalisations en art dramatique avant le Livre de Jeux ; tous deux suggèrent que le livre peut avoir été lié ailleurs. Toutefois, le manuscrit a été copié et installé dans le scriptorium de l'abbaye, et a peut-être servi d'exemple précoce d'un drame liturgique.

## Présentation
Les travaux dans la collection sont racontés dans un style musical semblable à celle du plain-chant. L'origine du livre est inconnue, mais il est possible qu'il ait été écrit par plusieurs auteurs. La collection se compose d'un total de 10 œuvres,.
Les dix œuvres dans le Livre de Jeux de Fleury sont écrites dans l'ordre suivant :
- Miracles de Saint-Nicolas
  - Tres filiae (Les trois filles)
  - Tres clerici (Les trois employés)
  - Iconia Sancti Nicholai (L'image de Saint-Nicolas)
  - Filius Getronis, (Le fils de Getron ; le plus populaire de celles relatives à Saint-Nicolas) [7]

- Jeux de Noël
  - Ordo ad representandum Herodem (La représentation d'Hérode; au sujet de la Nativité)
  - Interfectio puerorum (Le massacre des Innocents)

- Jeux de Pâques:
  - Visitatio sepulcri (La résurrection de Jésus)
  - Peregrinus (Le pérégrin; sur l'apparition à Emmaüs)

- Conversion et renaissance
  - Conversio Sancti Pauli (La conversion de Paul)
  - Resuscitatio Lazari (La résurrection de Lazare)[8]

Tous se terminent par un chant liturgique, généralement le Te Deum.